# Maria Laach am Jauerling
Maria Laach am Jauerling est une commune autrichienne du district de Krems en Basse-Autriche.

## Histoire

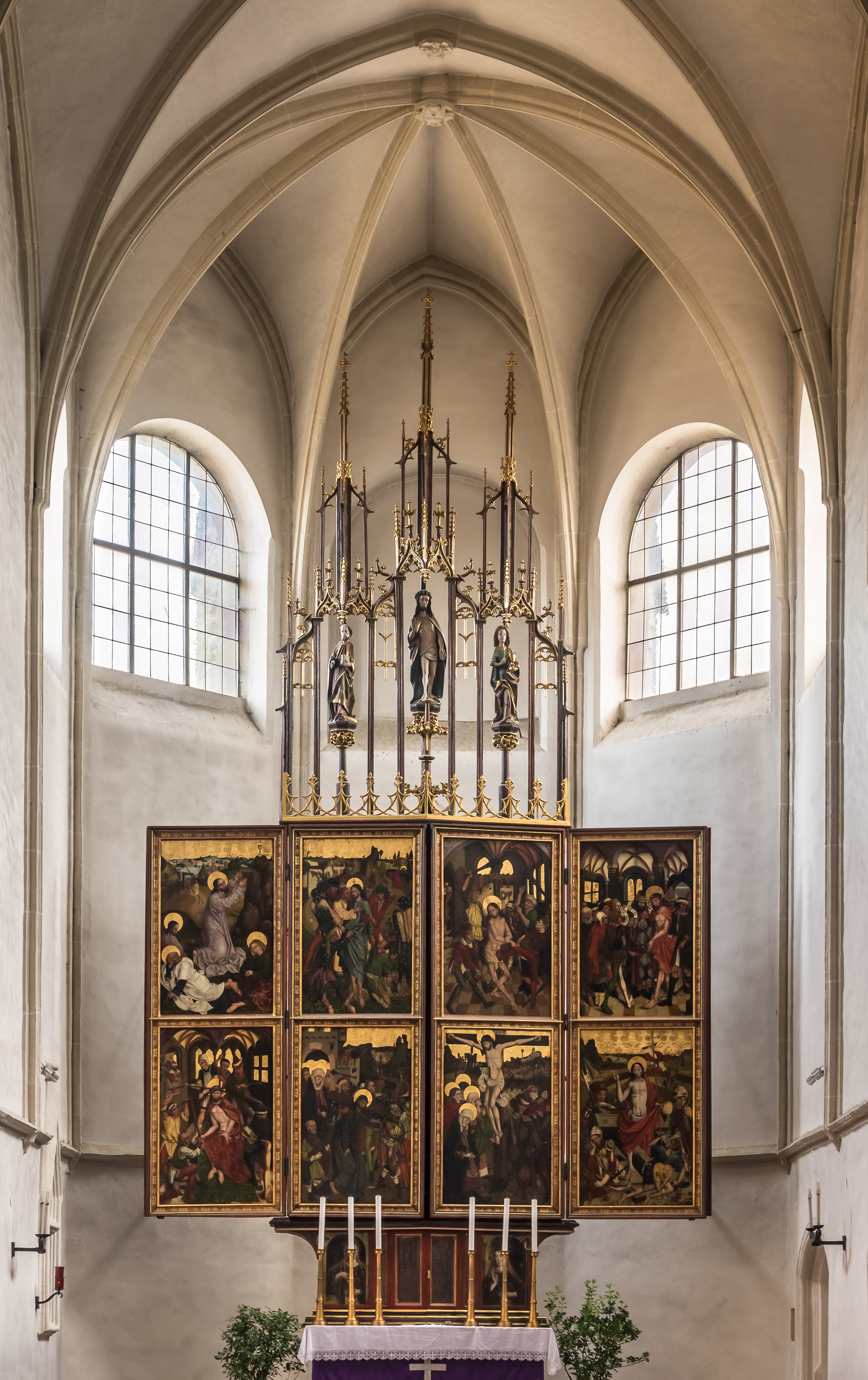
Chœur de l'église de la paroisse de Maria Laach am Jauerling. D'un ou plusieurs maîtres anonymes, vers 1480.

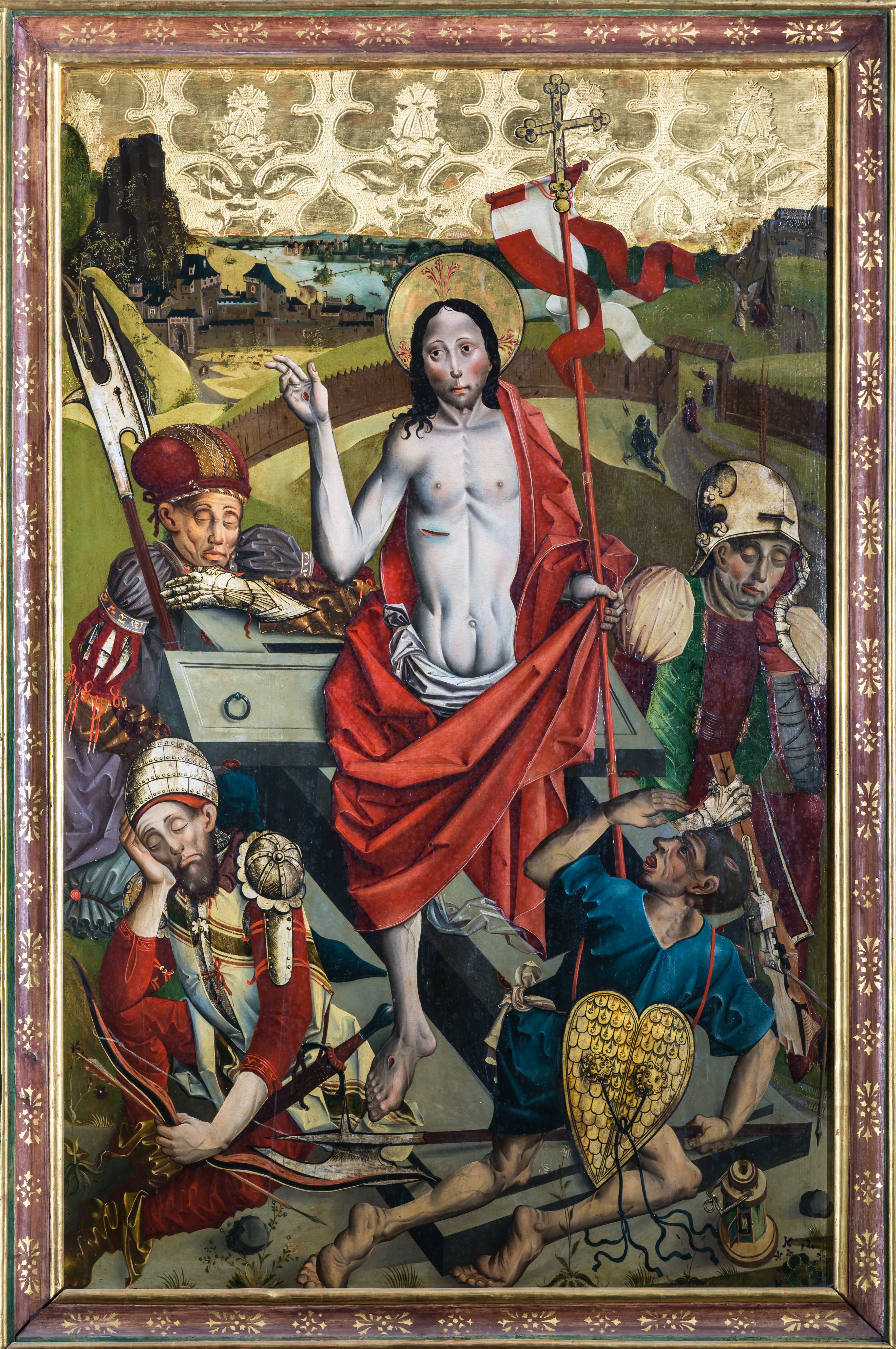
La résurrection du Christ, tableau dans le chœur, d'un maître anonyme, 1480.